# Klenová
Obec Klenová (německy Klenau) se nachází v okrese Klatovy, kraj Plzeňský. Žije zde 102 obyvatel.

## Historie
První písemná zmínka o obci pochází z roku 1291.
V roce 1564 se na zdejším hradě narodil Kryštof Harant z Polžic a Bezdružic.

## Pamětihodnosti
- Hrad Klenová
- Kaple svatého Felixe
- Socha svatého Jana Nepomuckého
- Sýpka
- Hradiště Javor, archeologické naleziště

## Galerie

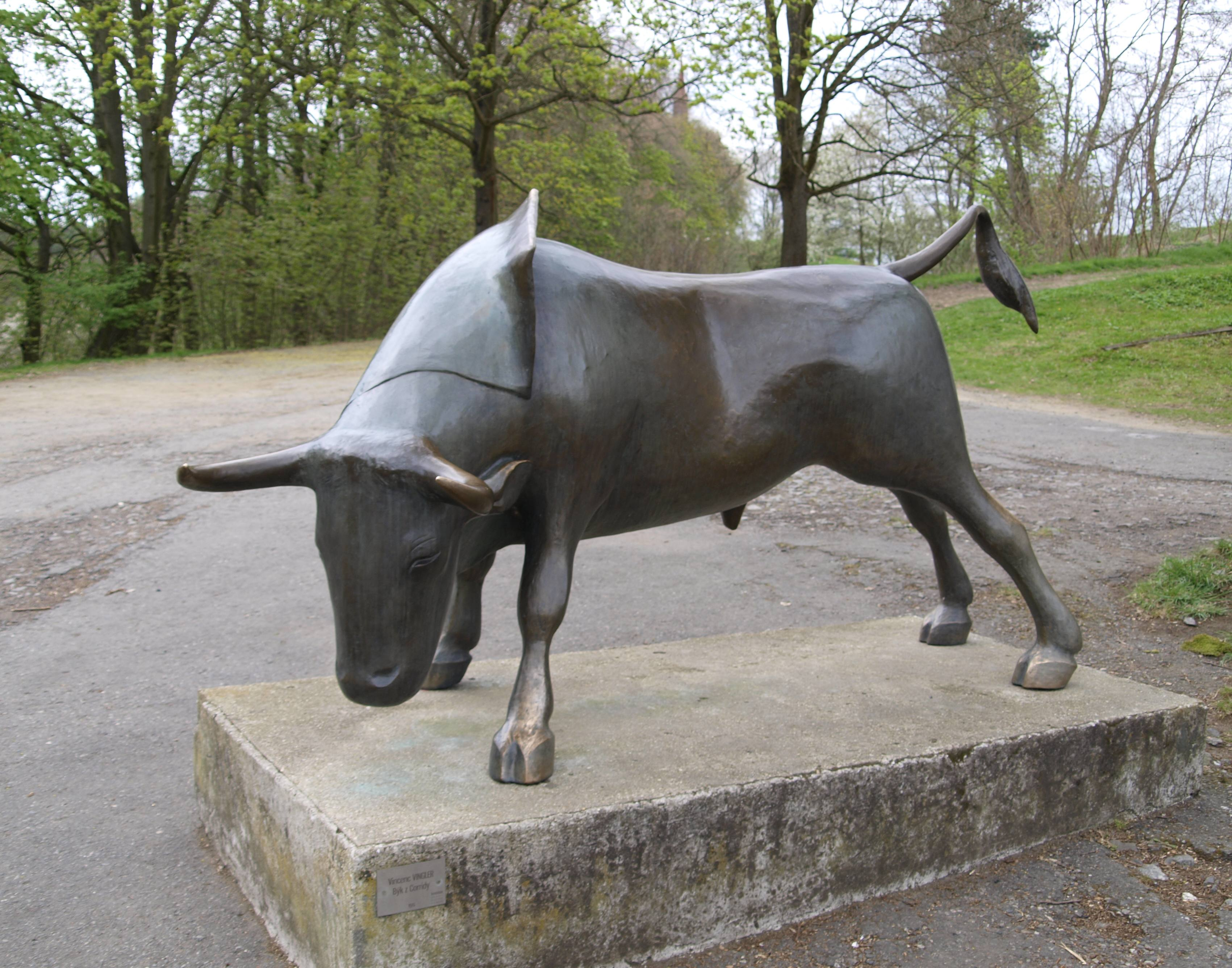
Bronzová plastika před sýpkou, autor Vincenc Vingler, 60. léta 20. stol.
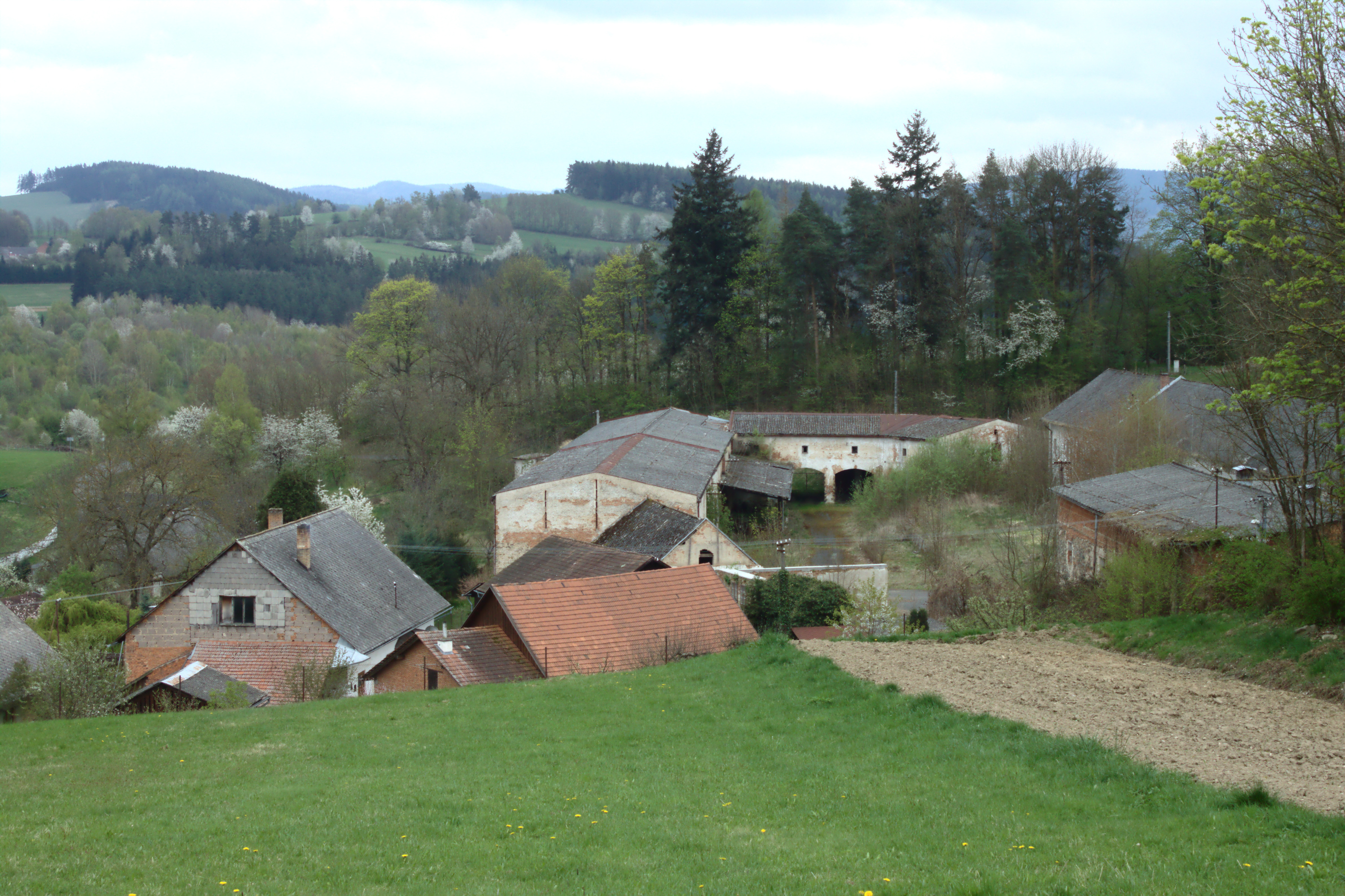
Pohled na vesnici shora
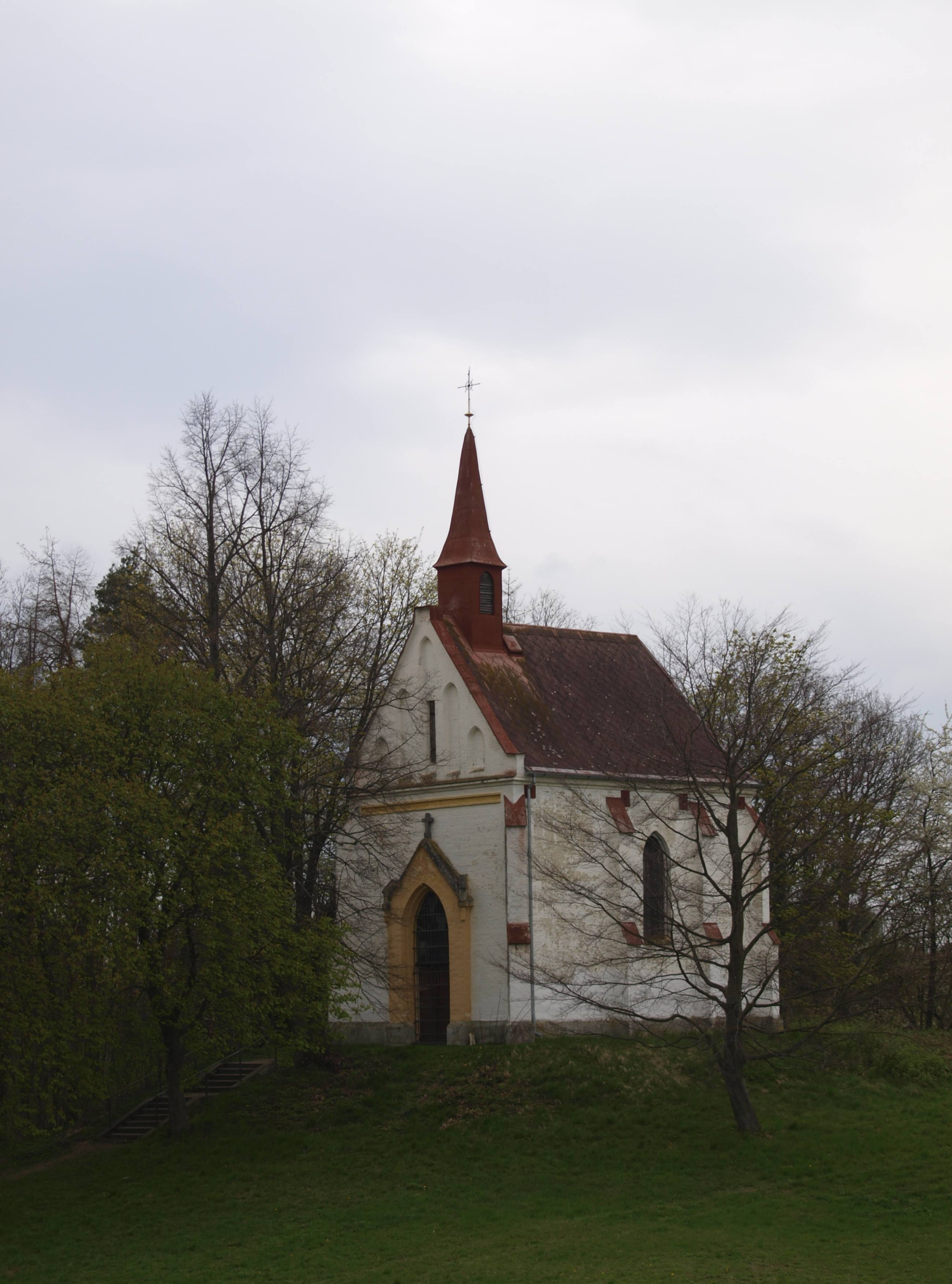
Kaple sv. Felixe
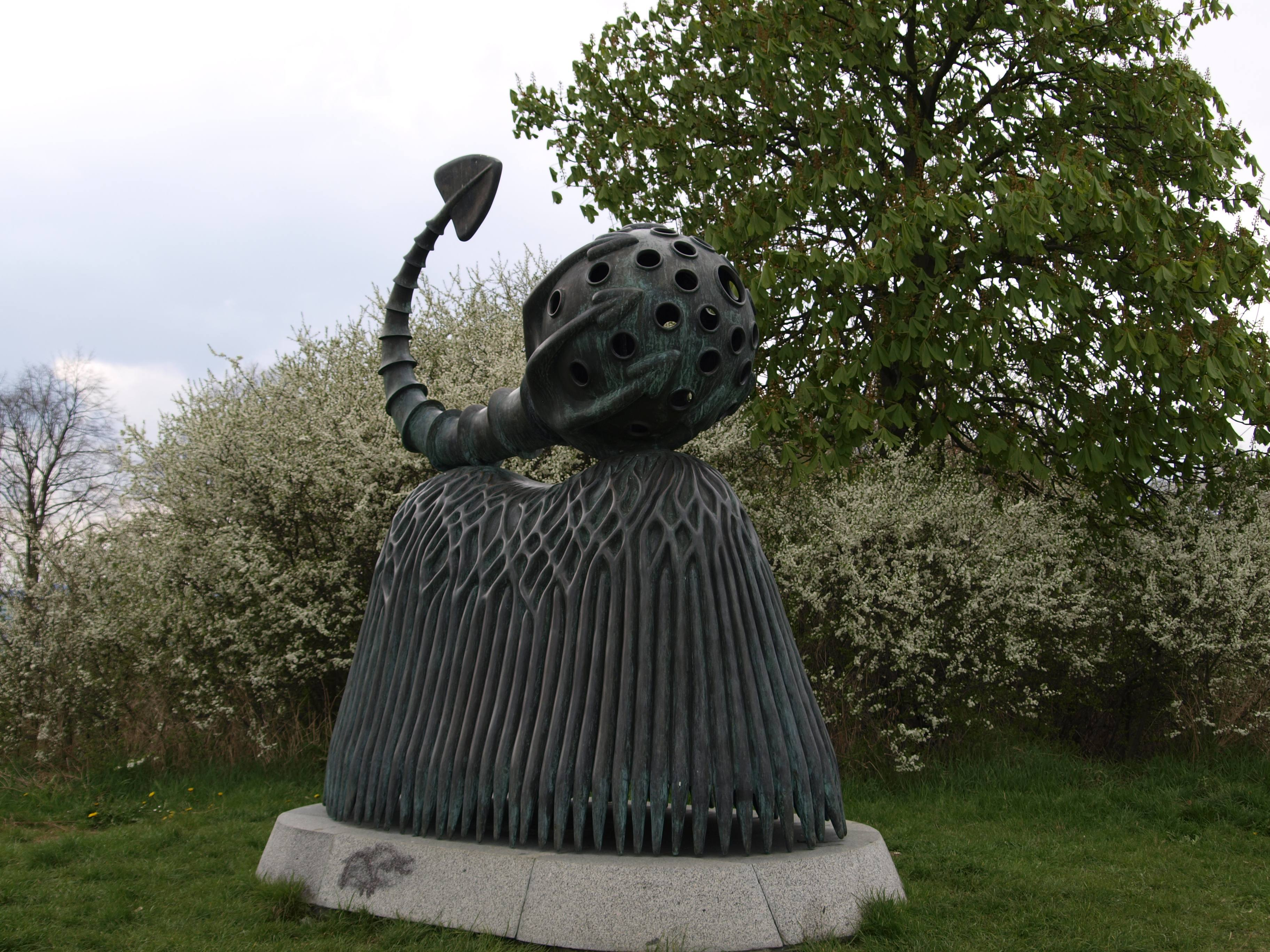
Plastika Sépie, autor Jaroslav Róna
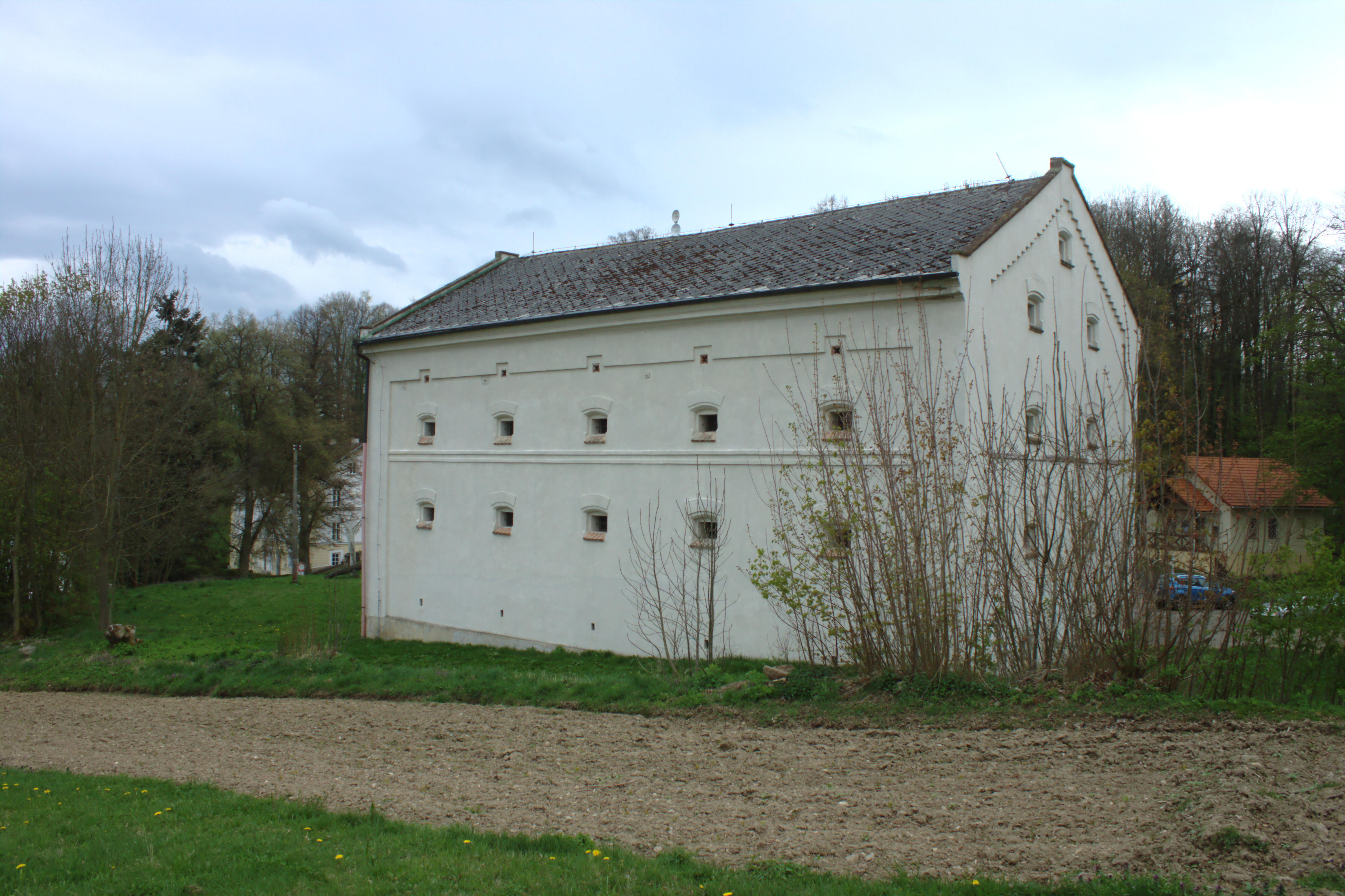
Sýpka